# 潮州菜

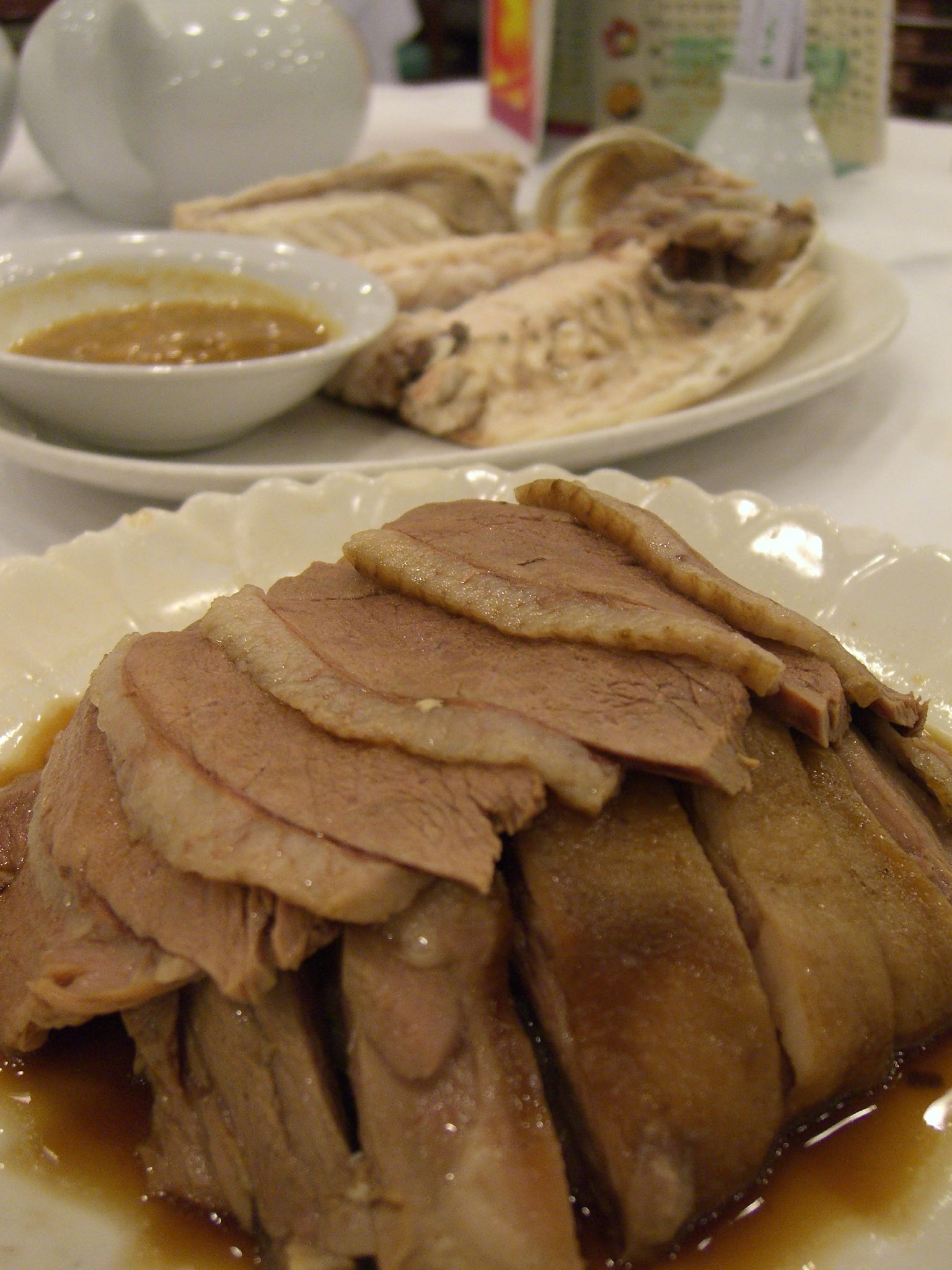
著名潮州菜式滷水鵝

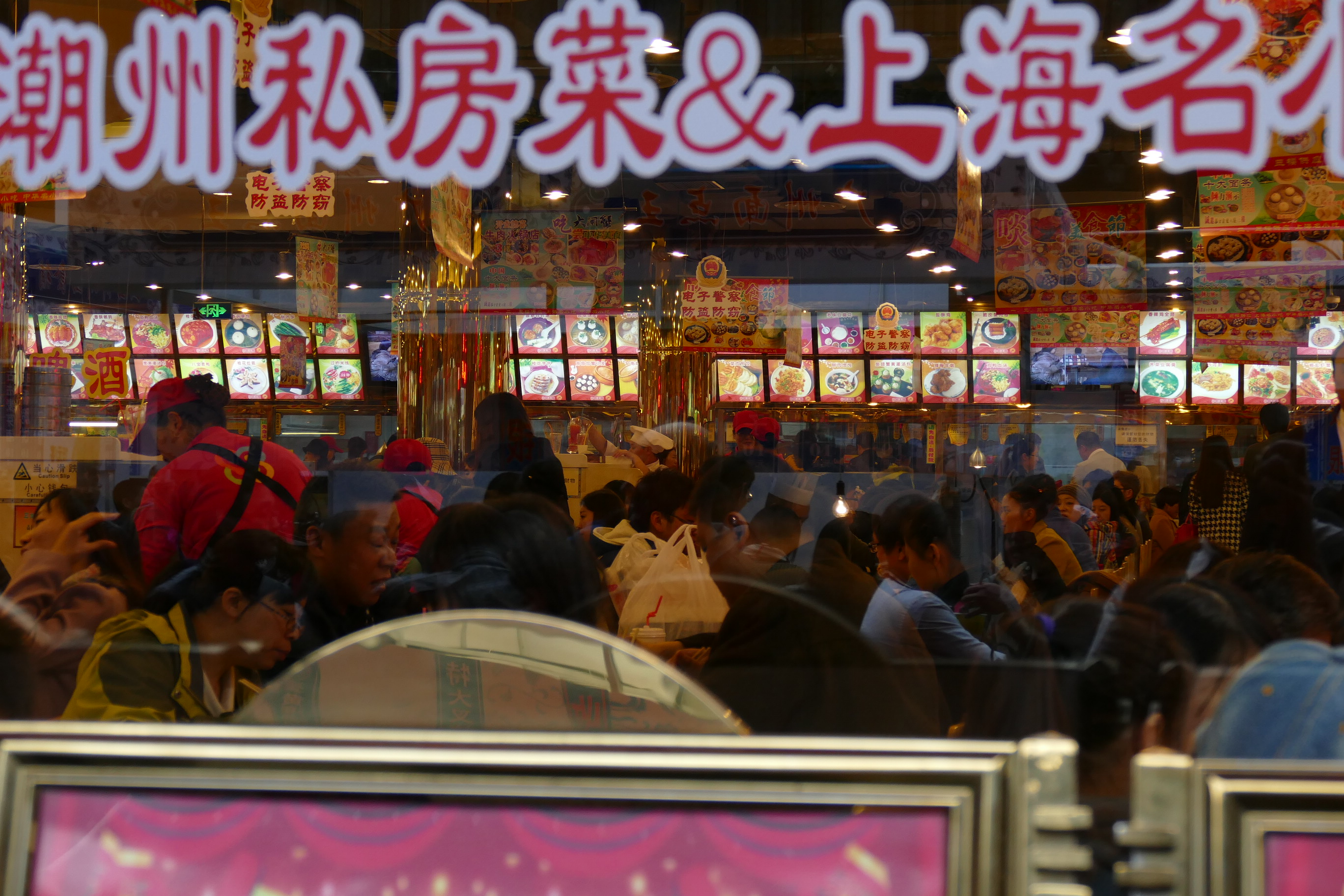
上海一處潮州菜美食街

潮州菜（简称潮菜）為潮州民系的民族特色飲食文化，其起源於广东省潮汕地區，後亦隨潮汕移民播遷南洋以至海外。
學術上潮菜主流被歸為粵菜下屬支系，然則潮汕地處粵閩交界，潮汕人文化上亦隸屬於閩海、閩南民系的下屬分支，故潮菜烹調方式及用料與粵菜的模式支系廣府菜差異甚鉅，反而與閩菜相似之處稍多，亦因此分類上仍有爭議。 因為與海洋的距離不同，傳統廣府菜比較少有魚類，即使有也是以河鮮為主，傳統潮州菜則是以海鮮為主。另外，廣府菜很注重老火湯，即使免費供應的例湯也是老火例湯，而潮州菜則不太注重老火湯。宴會時，廣府人是「無雞不成宴」，而潮州人是「無鵝不成席」。

## 历史

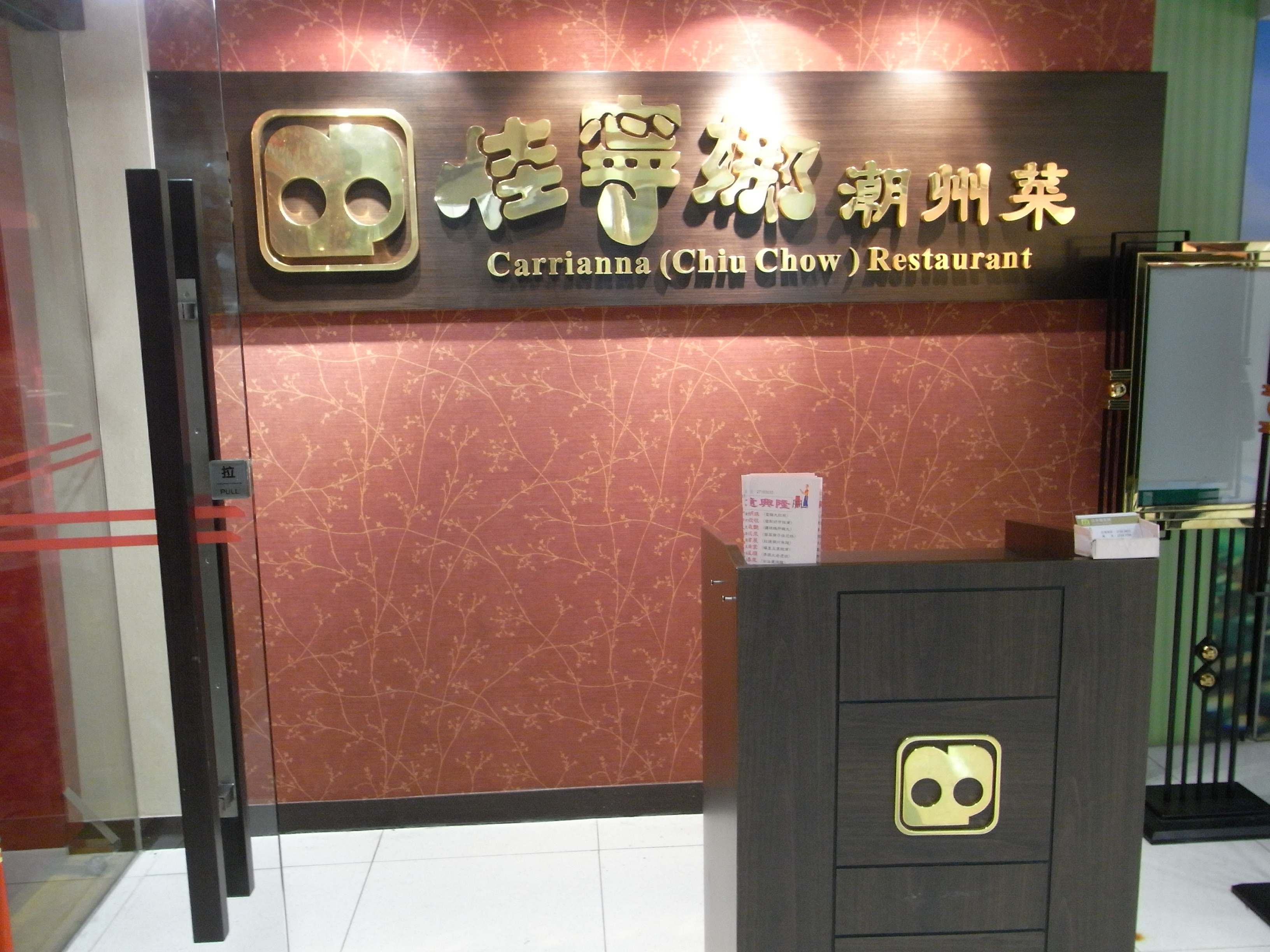
潮州菜餐館

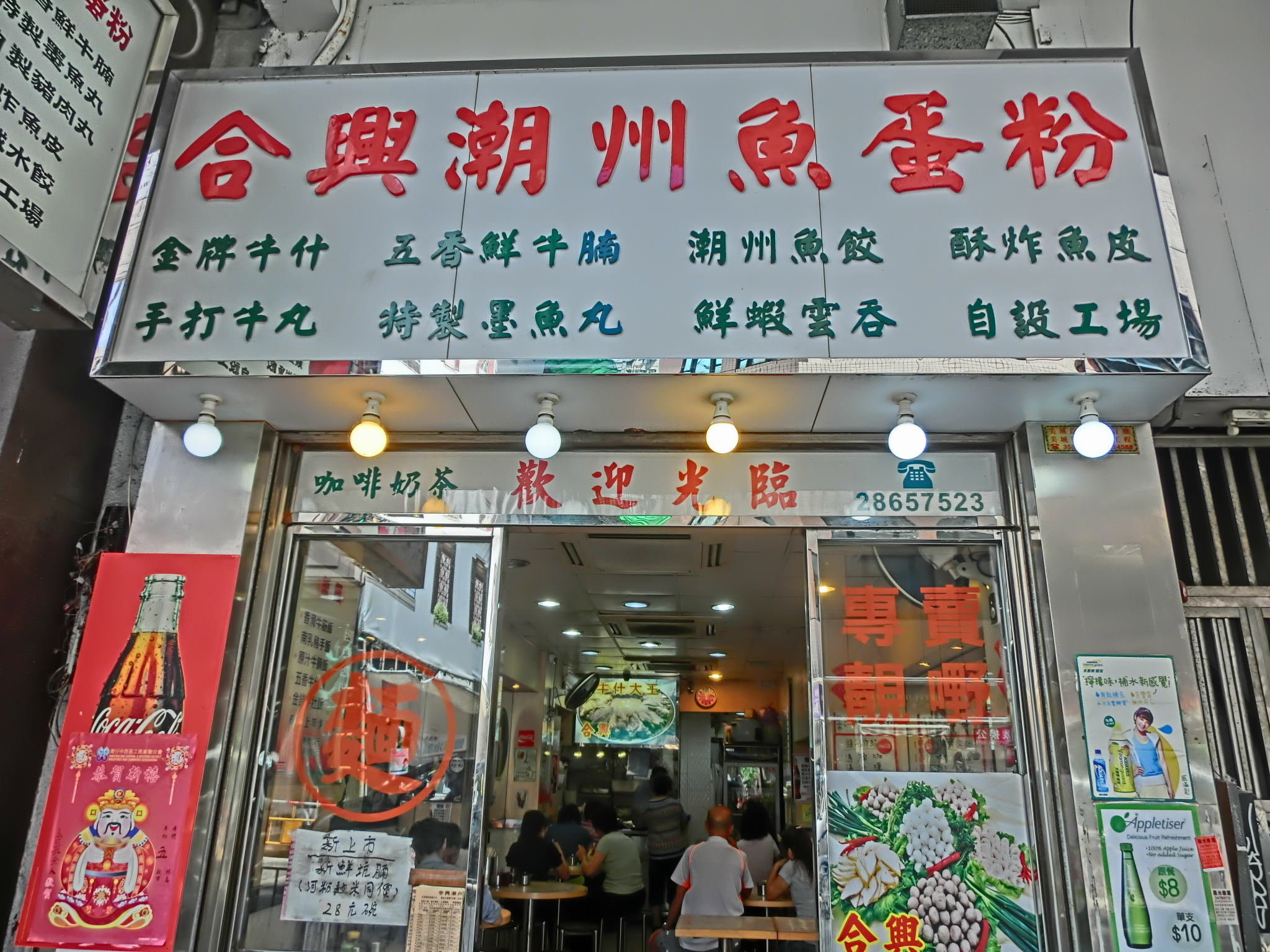
潮州魚蛋粉餐廳

最早记述潮州菜的是819年被贬到潮州的韩愈，从其诗文《初南食贻元十八协律》可见当时潮州菜有蠔、蛤、乾貝、章鱼、蒲鱼、鲎等数十种海鲜并且使用了鹽、醋、花椒与苦橙等保存食物的調味料。唐代诗人段成式之子段公路，咸通年间曾于岭南供职，记述当时潮州有长两尺的红虾的食物。可见潮州菜中海鲜由来已久。

## 特色
潮汕地區地處海濱，漁業發達，故潮菜好用海鮮，幾乎每餐都會出現；除此以外亦酷愛滷味。
潮菜與閩菜一樣重汤轻油，愛好湯羹類食物；潮菜宴席一般有十道主菜，其中至少有兩、三道為汤菜，其中咸與甜、荤与素配套，汤与菜交错，先上冷的或热的拼盘，然后隔几道菜穿插一道汤，且素菜荤做、见菜不见肉。
最後，潮汕等地與福建、臺灣一樣盛產茶葉，故潮汕人亦熱愛喝茶，饭前饭后均会應用工夫茶。

## 菜式

### 主菜
- 滷豬頭肉
- 燒白皮乳豬
- 鹹菜炆豬肉
- 蟹棗
- 豬頭花
- 炒甜麵
- 魚飯
- 护国菜
- 八宝素菜
- 明炉烧大海螺
- 鸳鸯膏蟹
- 清炖白鳝
- 干焗蟹塔
- 白汁鲳鱼
- 红焖鲍鱼
- 红焖海参
- 甜芙蓉官燕
- 清金钱鳔
- 油泡鱿鱼
- 清汤螺把
- 清金鲤虾
- 生菜龙虾
- 炊麒麟鱼
- 红炖鱼翅
- 清炖凤翅
- 文昌雞
- 滷鴨
- 滷鵝
- 潮州冻蟹
- 潮州血蚶
- 白灼螄蚶
- 炒石螺
- 炒鲜薄壳
- 東山羊（產自東山縣）
- 腌虾蛄
- 厚菇大芥菜
- 川椒鸡
- 烳醃魚
- 春菜五花肉煲
- 糖醋麵
- 生炊龙蟹
- 生炊膏蟹
- 生炊全鱼
- 炒买穗鱿
- 红纹海参
- 红炖鱼翅

#### 汤菜
- 清汤蟹丸
- 清汤螺丸
- 潮州鱼丸
- 清汤鳗把
- 清炖白鳝
- 虫草鲍鱼
- 薏米甲鱼
- 咸菜螺片
- 菜脯明虾
- 干貝蘿蔔
- 车白清汤

### 配菜
「雜鹹」為潮州特色配菜，主要配以潮州白粥（潮州糜）食用。
- 鹹菜
- 贡菜
- 菜脯
- 橄榄菜
- 橄榄糁
- 油甘糁
- 冬菜
- 乌橄榄
- 豆酱姜
- 鹹梅
- 鹹蛋
- 荞头
- 盐水蒜肉
- 蟛蜞
- 钱螺鲑
- 饶子脯
- 芥蓝茎
- 腌杨桃
- 鹹巴浪魚
- 花仙鱼
- 腌黄瓜

### 调味料
潮菜中不同菜色，配以不同酱碟，一菜一碟。
- 普宁豆酱
- 南姜
- 梅膏
- 鱼露
- 红豉油
- 沙茶酱

### 宵夜
潮州夜粥通常以大排檔式經營，分佈於潮汕、香港、深圳、广州等地区，主要菜式包括：
- 蚝烙
- 蠔仔粥（潮州人通常稱它的它作「蠔糜」）
- 九层塔炒薄壳
- 芥蓝炒牛肉
- 普宁豆干
- 生腌血蚶
- 生腌虾蛄
- 生腌蟹
- 生腌蚬
- 滷鴨
- 滷鵝
- 滷豬血
- 滷豬腸
- 滷豬肉
- 滷魷魚
- 滷豆乾
- 滷雞蛋
- 滷水拼盤
- 真珠花菜猪血汤
- 鹹菜豬肚湯
- 苦瓜黄豆排骨汤

### 小吃
潮州小食约有230多种：
- 青橄欖
- 卷煎
- 猪肠胀糯米
- 粿汁
- 粿条汤
- 尖米丸
- 潮州春饼
- 炒糕粿
- 肖米
- 麦包
- 南瓜芋泥
- 反沙芋
- 糕烧番薯
- 猪脚圈
- 浮豆干
- 芋丸
- 水晶包
- 白饭桃
- 清心丸
- 绿豆爽
- 鸭母捻
- 粽球
- 牛肉丸
- 束砂
- 糖葱薄饼
- 朥饼
- 姜薯酥
- 潮州腐乳饼
- 肉粽

#### 粿
- 无米粿
- 乒乓粿
- 红桃粿
- 沙茶粿
- 韭菜粿
- 笋粿
- 甘筒粿
- 酵粿
- 朴枳粿
- 咸水粿
- 糍粬粿
- 菜头粿
- 栀粿
- 鲎粿
- 甜粿
- 碗糕粿
- 油粿
- 鼠麹粿
- 豆粿

## 餐廳

### 香港
- 尚興潮菜馆
- 兩興潮菜馆
- 樂口福酒家
- 鈺膳潮州菜
- 佳寧娜潮州酒樓
- 百樂潮州酒樓
- 金燕島潮州酒樓

## 图庫

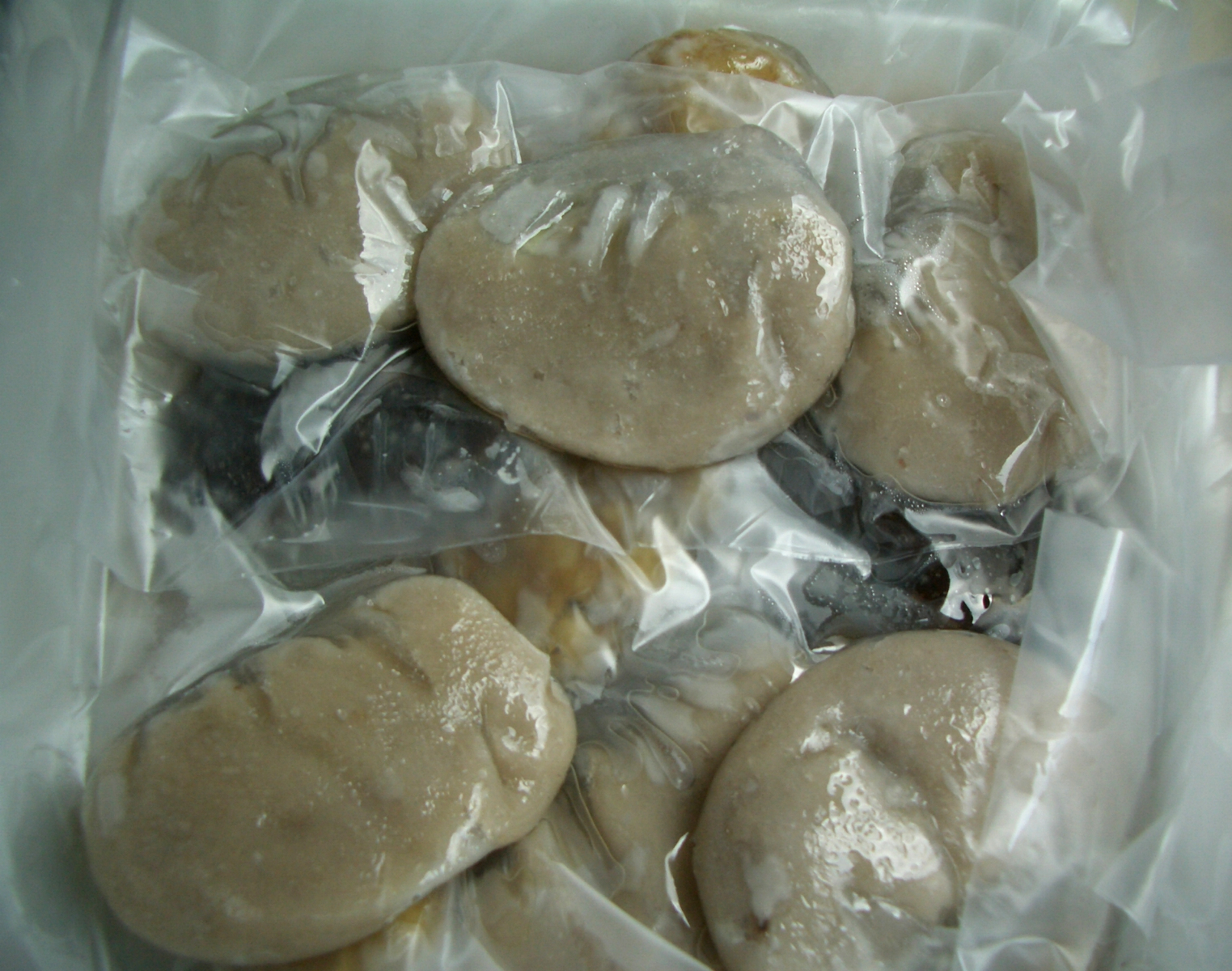
水晶包
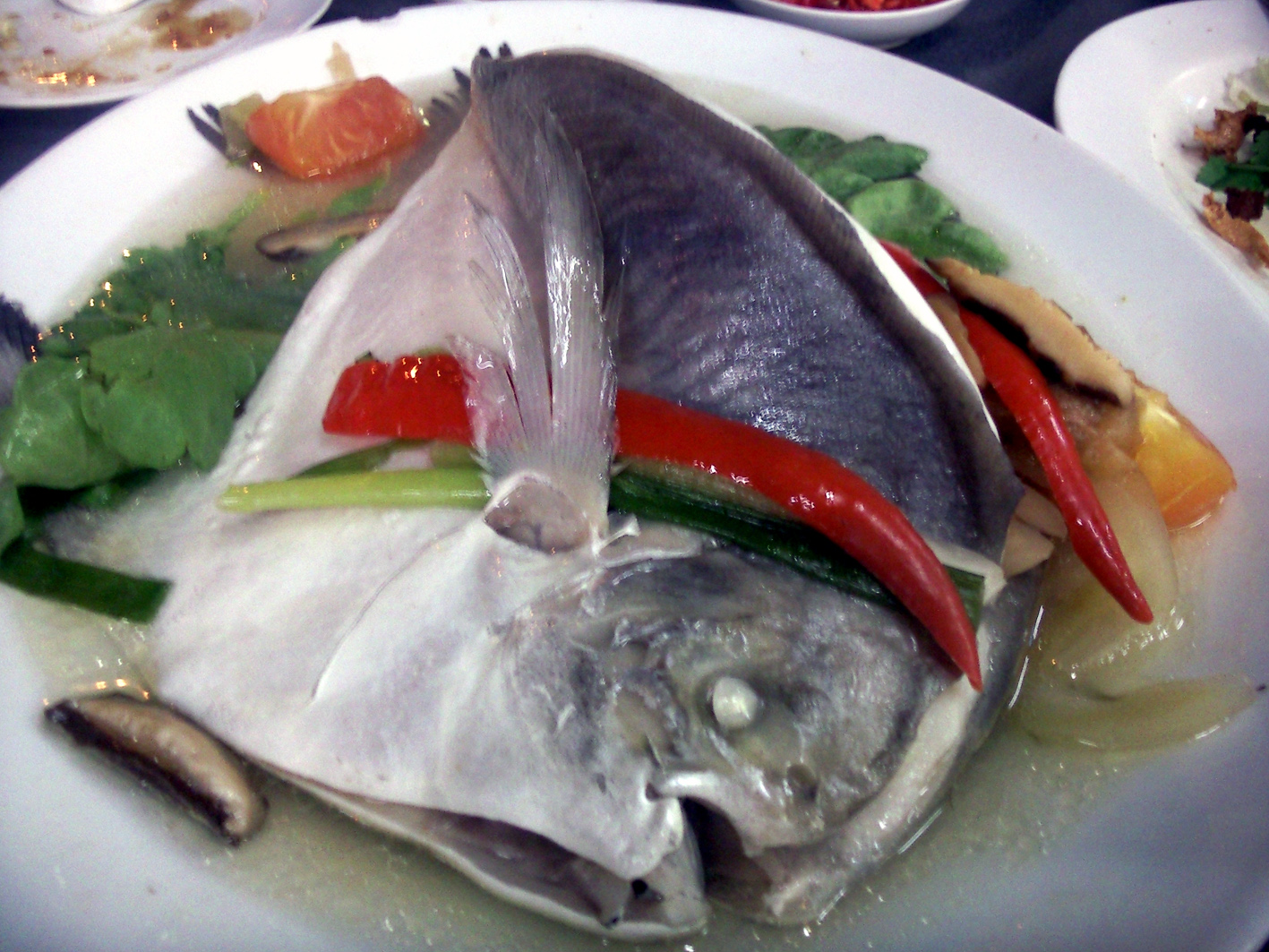
炊鱼
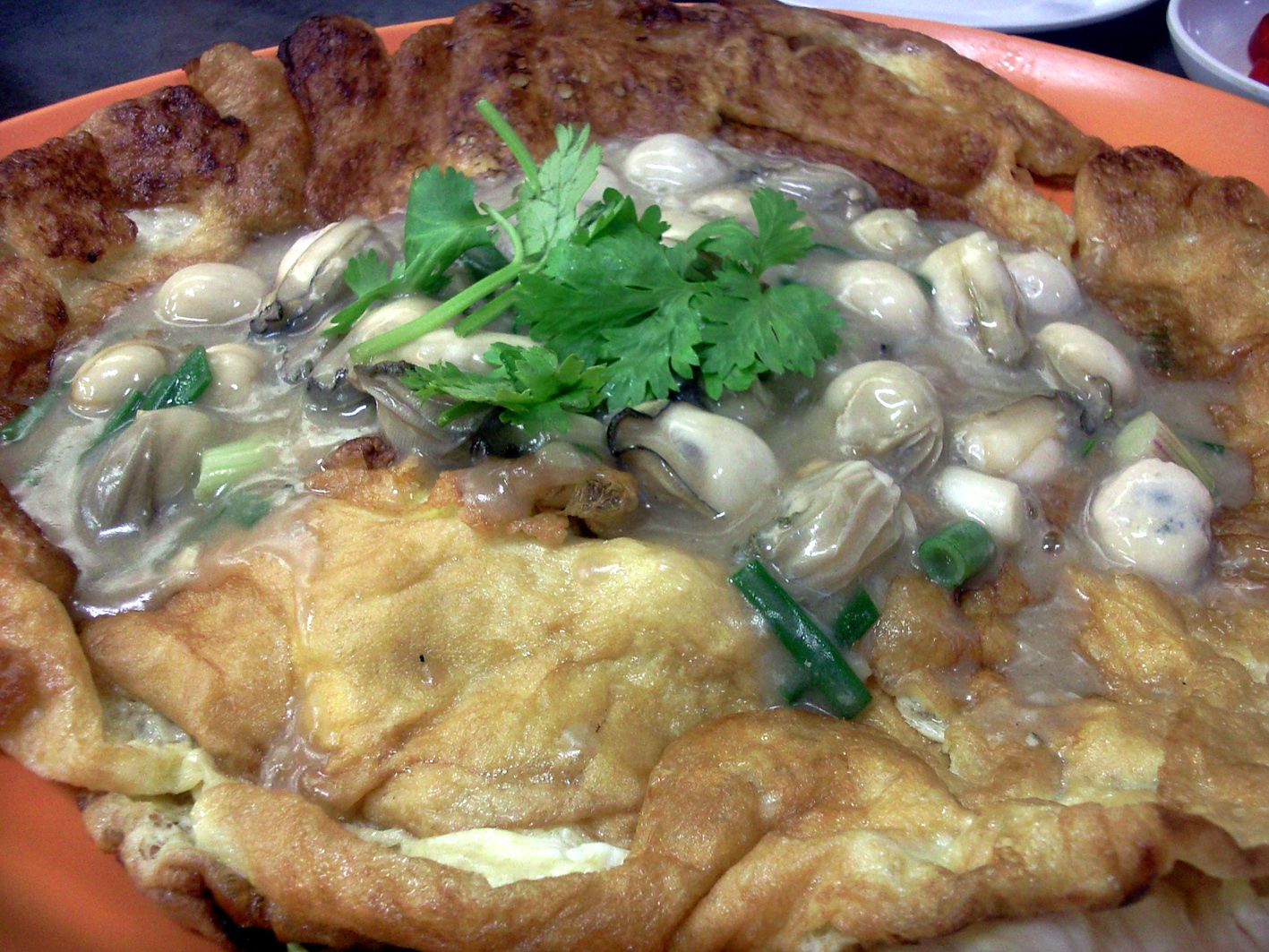
蚝烙
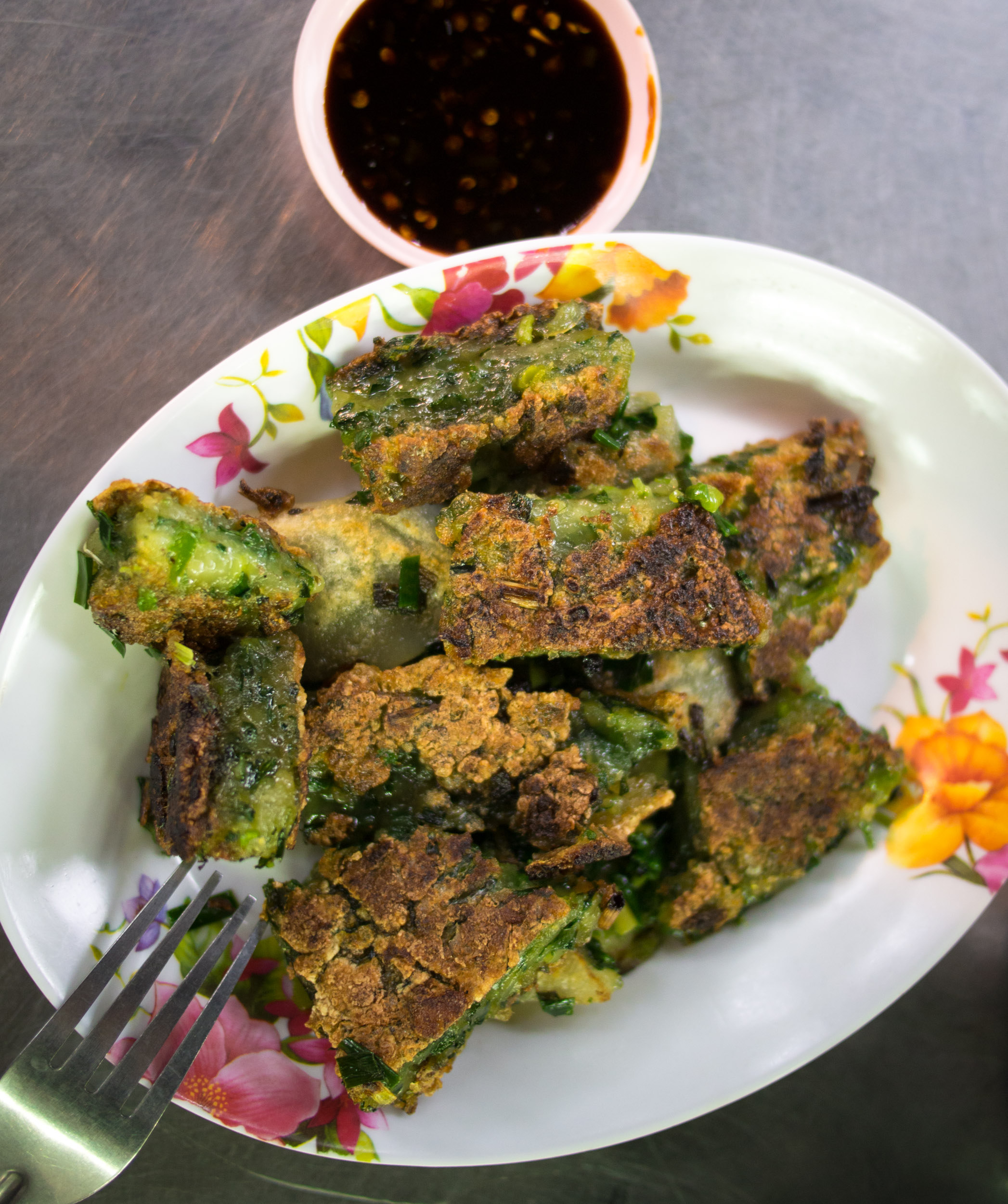
韭菜馃
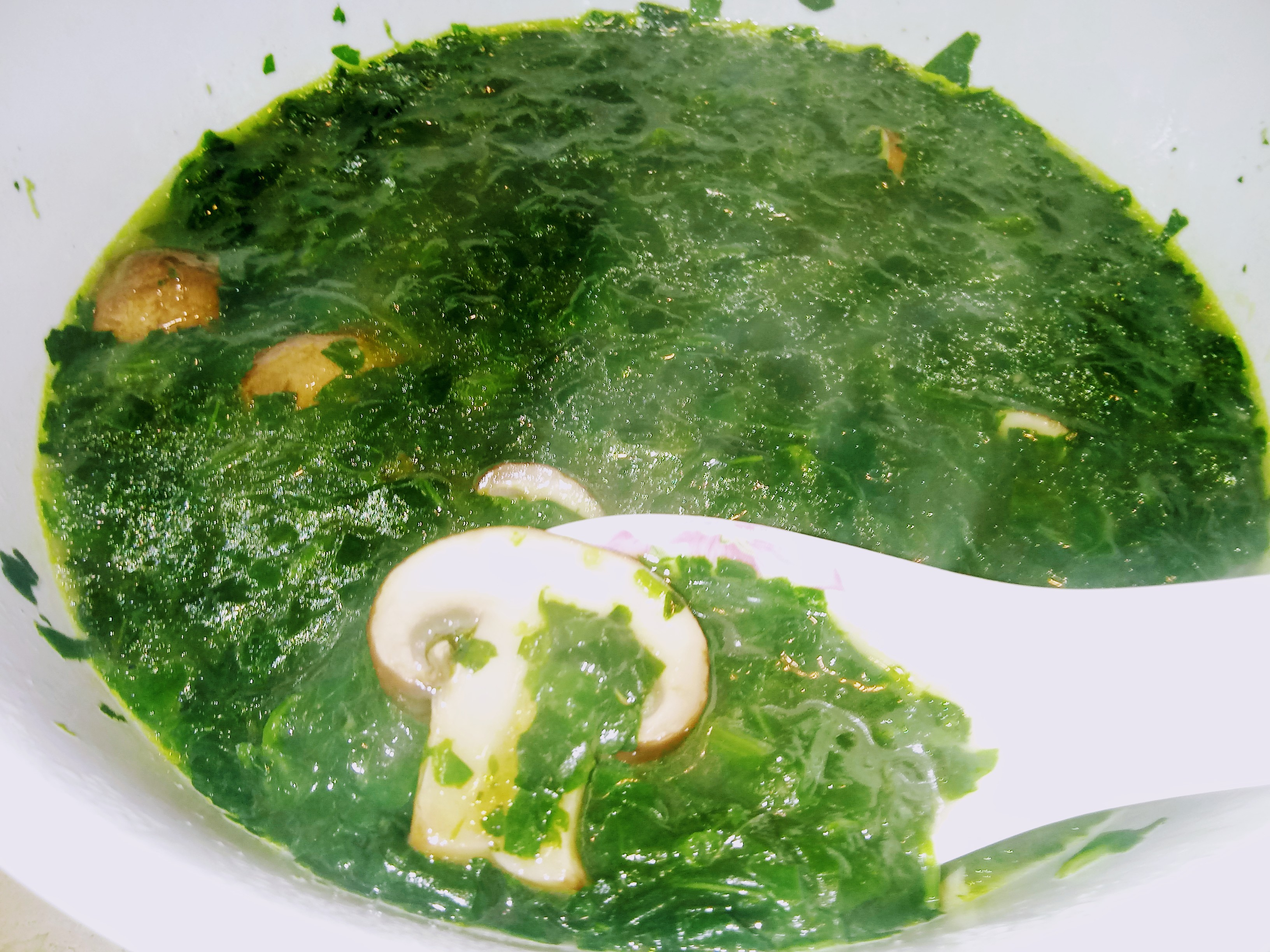
护国菜
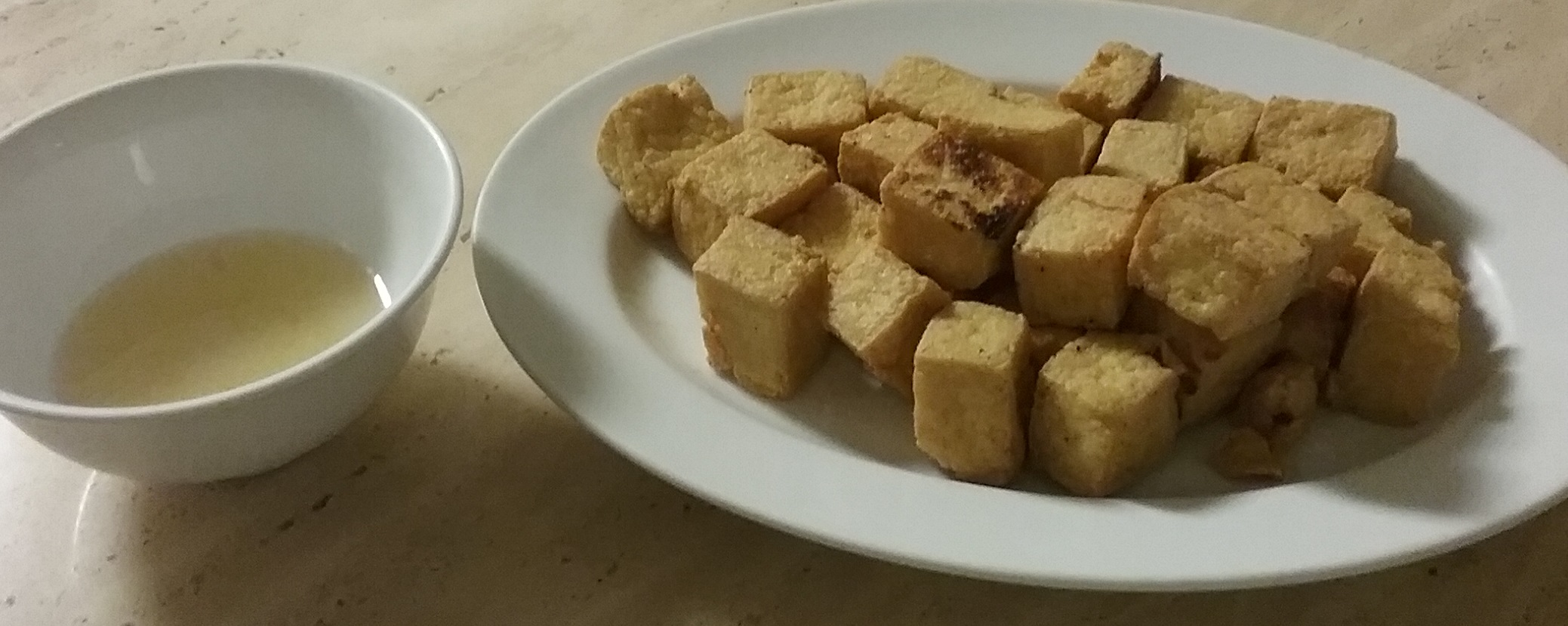
炸豆腐
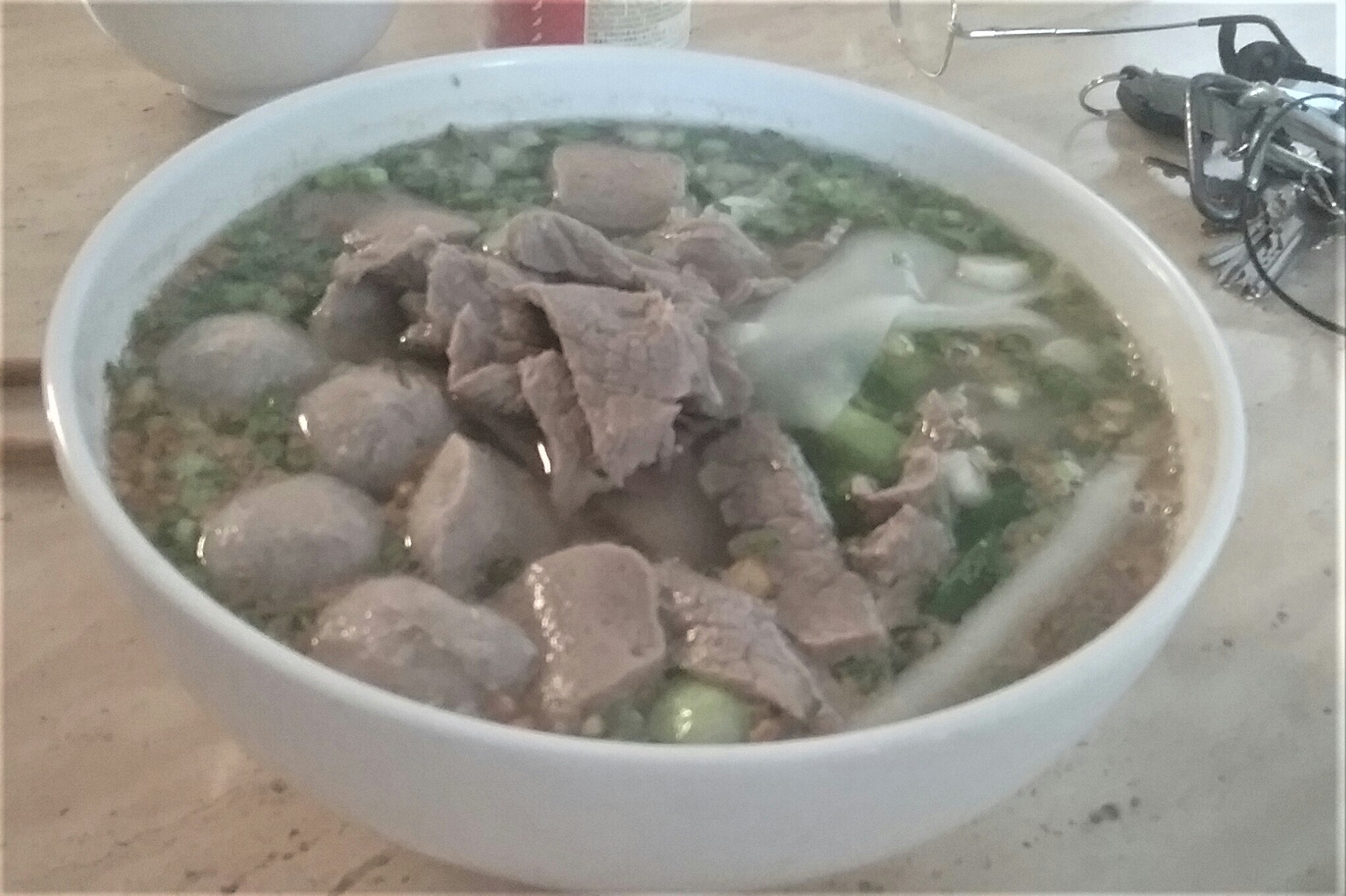
潮州粿條
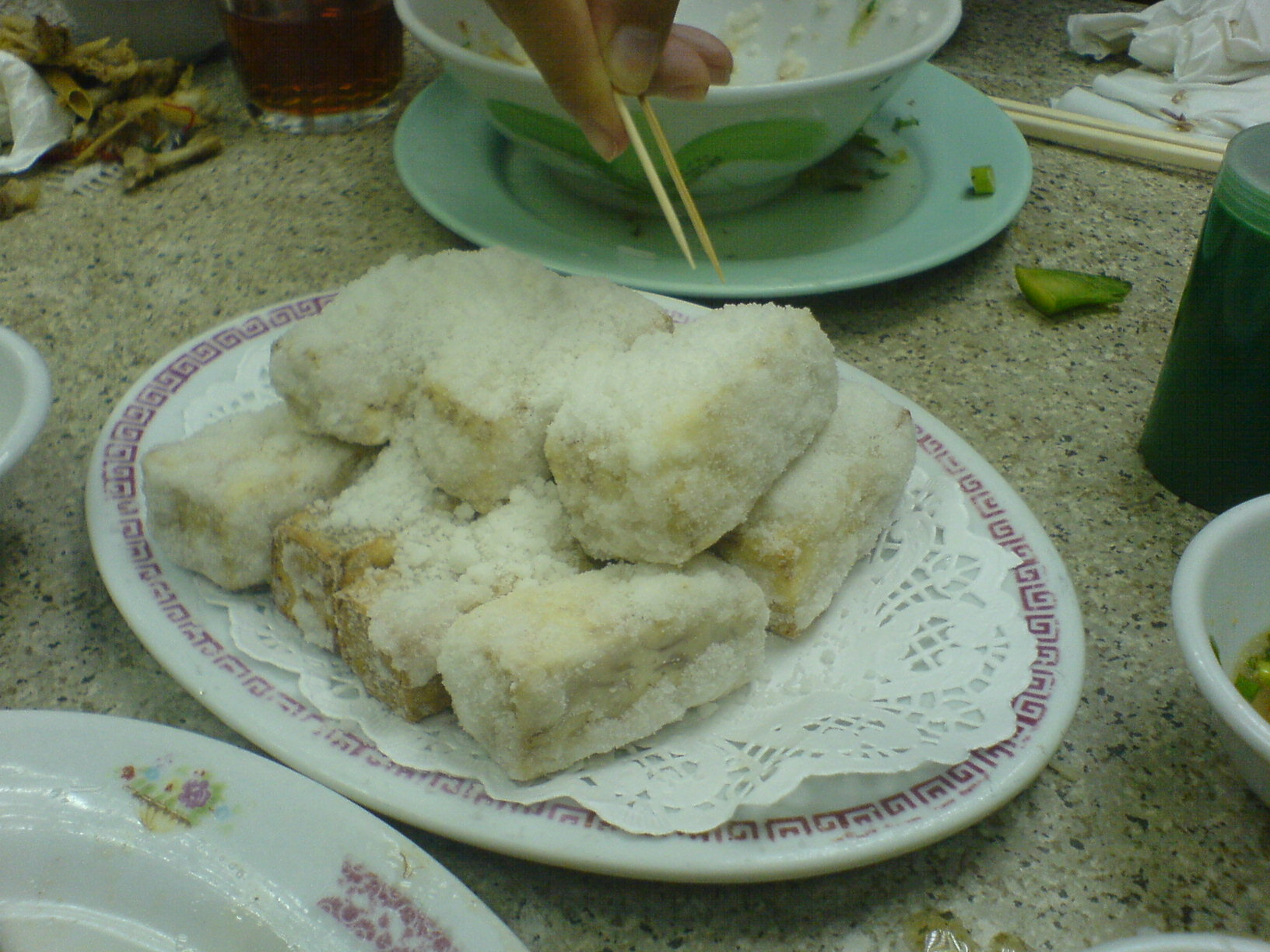
反沙芋
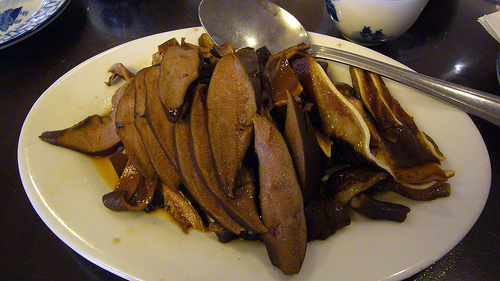
滷水鵝
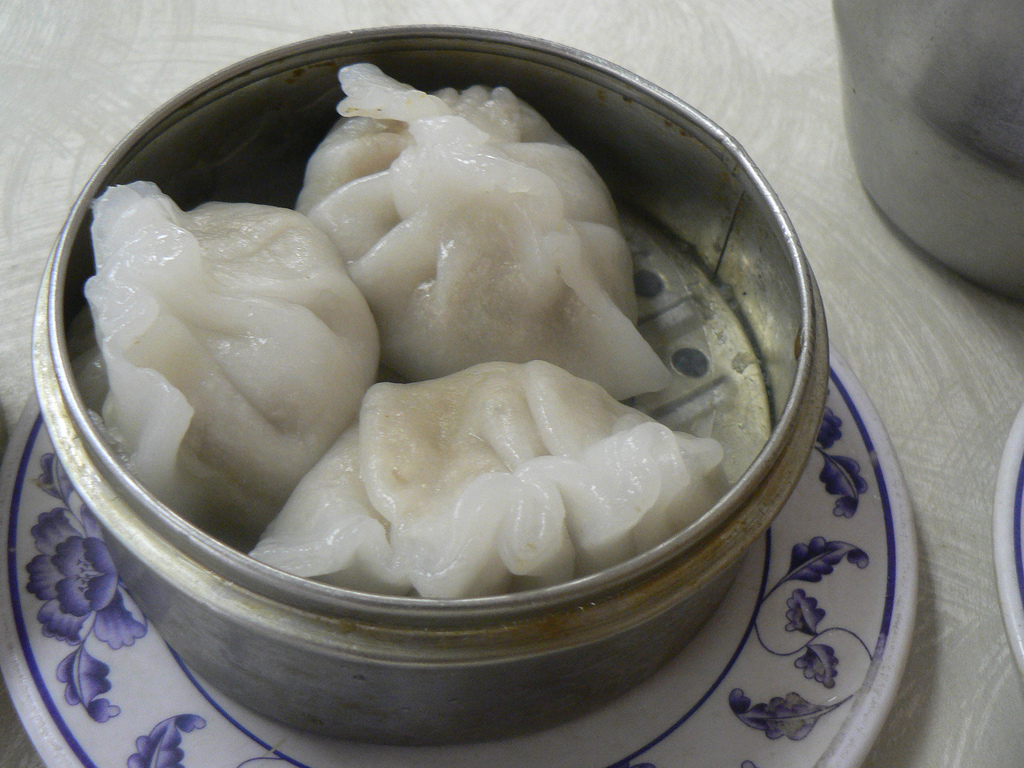
潮州粉粿
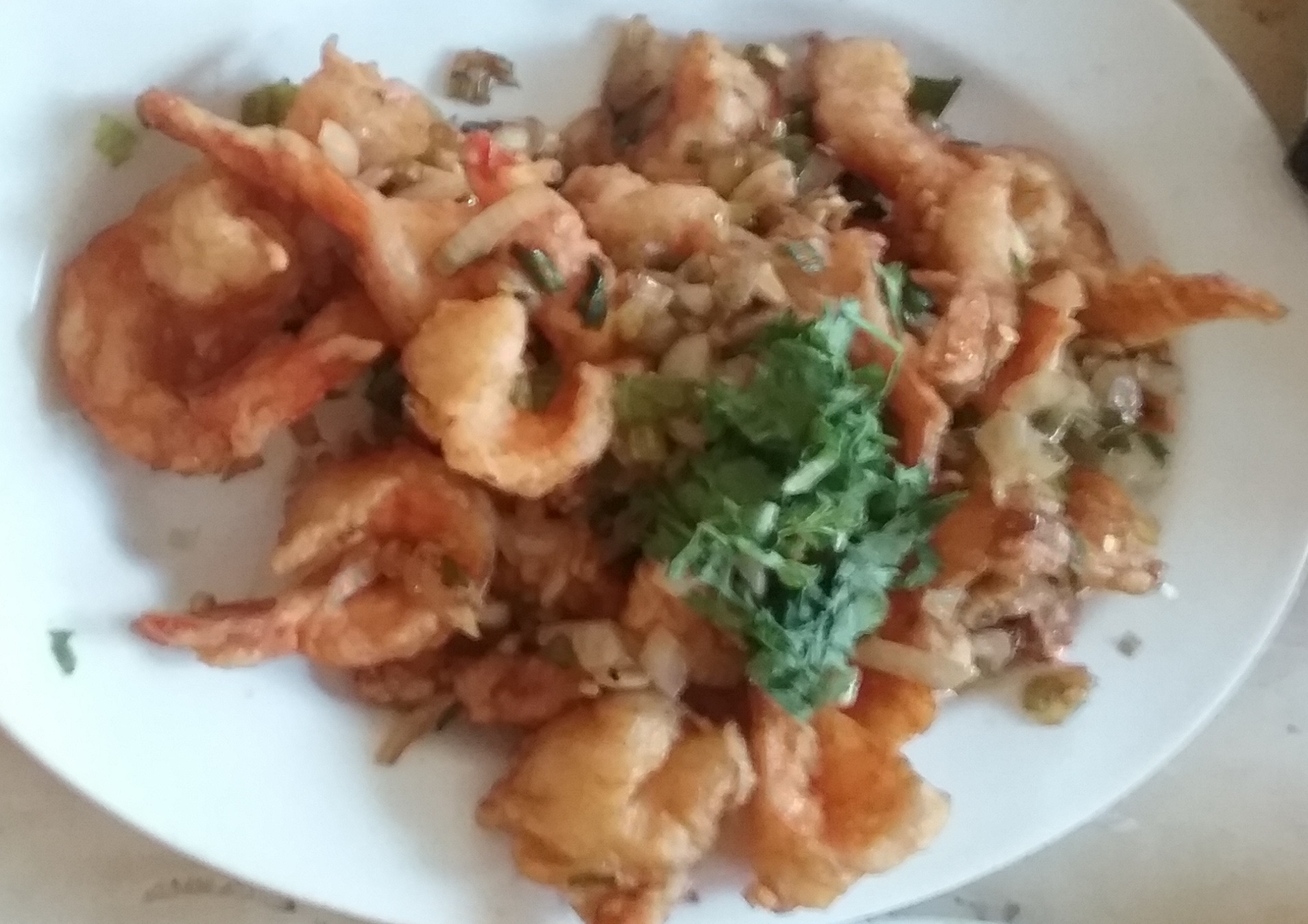
欖菜焗蝦
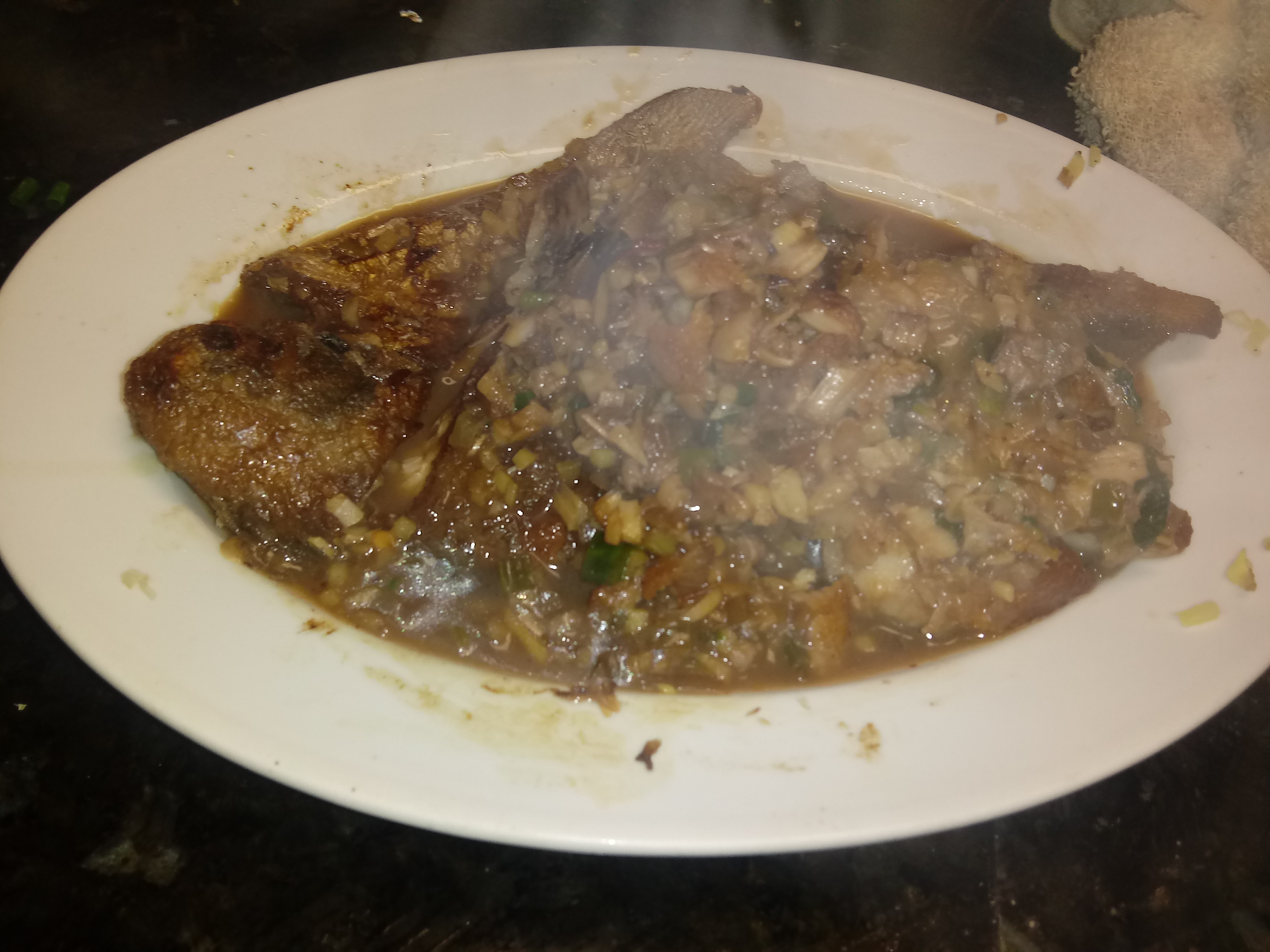
烳醃魚
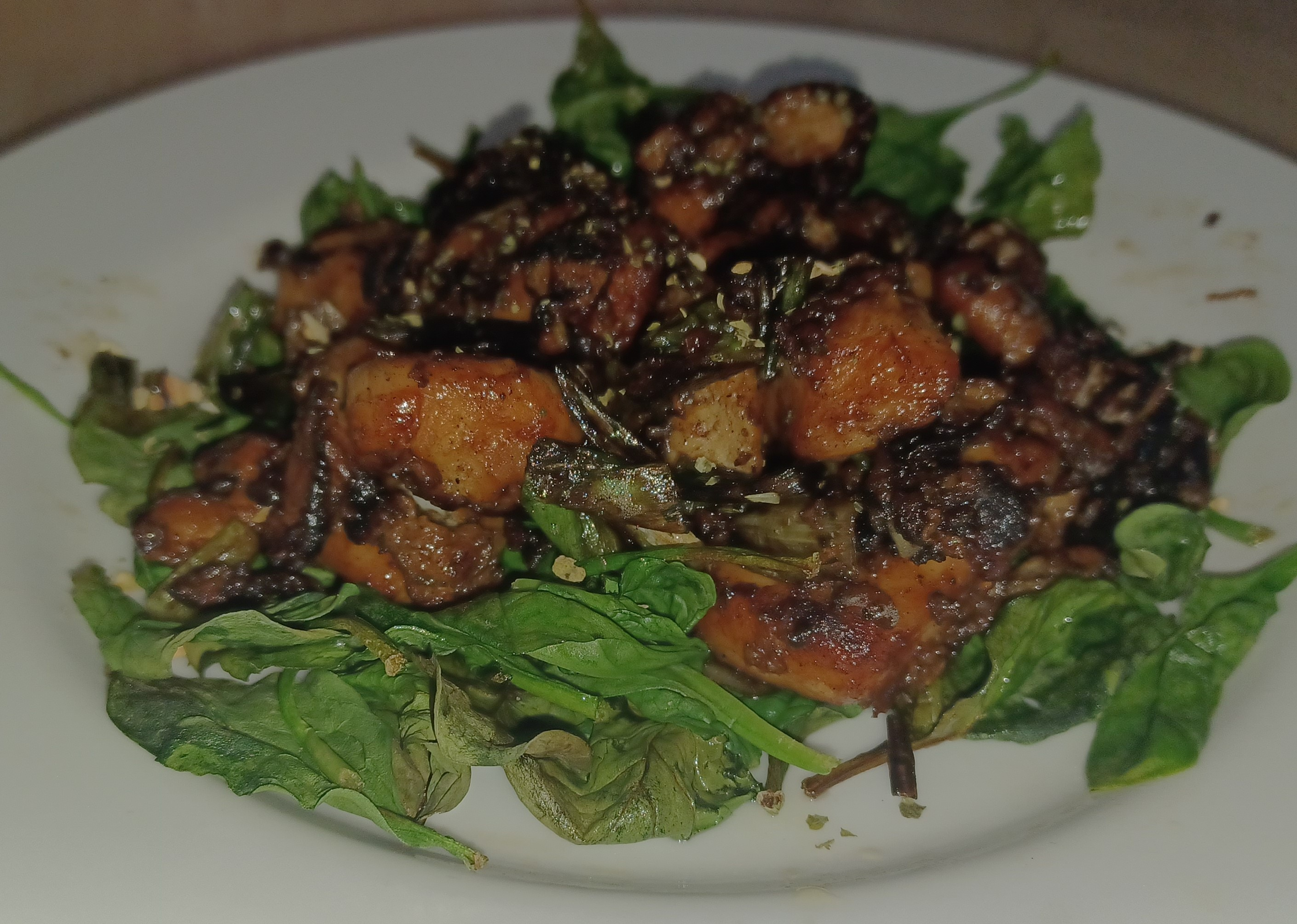
川椒雞